# Eurotoppmötet

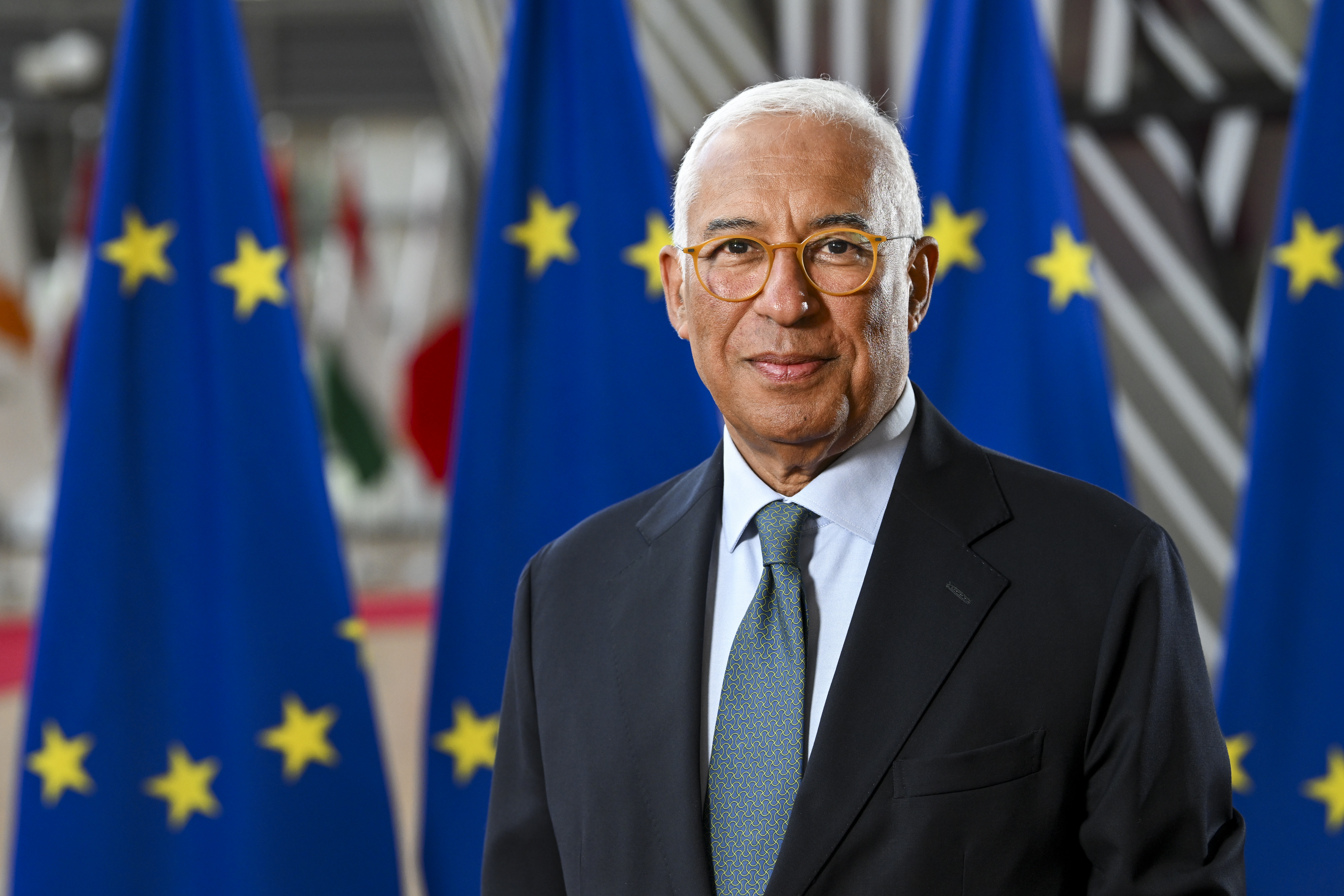
António Costa är ordförande sedan 2024.

Eurotoppmötet är ett regelbundet sammanträde mellan euroområdets stats- eller regeringschefer och Europeiska kommissionens ordförande under ledning av eurotoppmötets ordförande. Europeiska centralbankens ordförande, Eurogruppens ordförande samt Europaparlamentets talman kan bjudas in till eurotoppmötena. Stats- eller regeringscheferna för de medlemsstater som inte har euron som valuta men som har ratificerat fördraget om stabilitet, samordning och styrning har möjlighet att delta vid vissa av eurotoppmötena.
Eurotoppmötet är en informell konstellation och saknar lagstiftande funktion, men ansvarar för att diskutera frågor som rör eurosamarbetet på stats- och regeringschefsnivå. Toppmötet sammanträder i regel i anslutning till Europeiska rådets sammanträden, men kan också sammanträda vid andra tillfällen.
Eurotoppmötets relation till Europeiska rådet kan jämföras med Eurogruppens relation till rådet för ekonomiska och finansiella frågor (Ekofin). Eurotoppmötets relation till Eurogruppen kan jämföras med Europeiska rådets relation till rådet för allmänna frågor.

## Ordförande
Eurotoppmötet väljer sin ordförande med enkel majoritet för en period av två och ett halvt år, som sammanfaller med mandatperioden för Europeiska rådets ordförande. Den nuvarande ordföranden är Europeiska rådets ordförande António Costa.
Ordförandens uppgift är att driva arbetet framåt, säkerställa förberedelser och kontinuiteten i eurotoppmötets arbete i samarbete med Eurogruppen och kommissionsordföranden, verka för sammanhållning och konsensus samt lägga fram en rapport för Europaparlamentet efter varje sammanträde. Tillsammans med Eurogruppen och kommissionsordföranden förbereder och säkerställer ordföranden uppföljningen av eurotoppmötena. Ordföranden upprätthåller ett nära samarbete och en nära samordning med kommissionsordföranden och Eurogruppens ordförande.
Minst fyra veckor innan varje sammanträde måste eurotoppmötets ordförande, i nära samarbete med Eurogruppens ordförande samt kommissionsordföranden, lägga fram ett förslag till kommenterad dagordning till Eurogruppen. Eurogruppen sammankallas två veckor innan eurotoppmötet för att avsluta det sista beredningsarbetet. Mot bakgrund av detta beredningsarbete lägger eurotoppmötets ordförande fram en preliminär dagordning.

## Lista över eurotoppmöten
|  |  |

|  |  |

| Nr | År   | Datum       | Ordförandeskap     | Ordförande        | Ort            | Viktiga beslut eller frågor              | Ref. |
| -- | ---- | ----------- | ------------------ | ----------------- | -------------- | ---------------------------------------- | ---- |
| 1  | 2008 | 12 oktober  | Frankrike          | Nicolas Sarkozy   | Paris          | Finanskrisen 2007–2008                   |      |
| 2  | 2010 | 25 mars     | Europeiska unionen | Herman Van Rompuy | Bryssel        | Eurokrisen                               |      |
| 3  | 2010 | 7 maj       | Europeiska unionen | Herman Van Rompuy | Bryssel        | Eurokrisen                               |      |
| 4  | 2011 | 11 mars     | Europeiska unionen | Herman Van Rompuy | Bryssel        | Eurokrisen                               |      |
| 5  | 2011 | 21 juli     | Europeiska unionen | Herman Van Rompuy | Bryssel        | Eurokrisen                               |      |
| 6  | 2011 | 26 oktober  | Europeiska unionen | Herman Van Rompuy | Bryssel        | Eurokrisen                               |      |
| 7  | 2011 | 9 december  | Europeiska unionen | Herman Van Rompuy | Bryssel        | SSS-fördraget                            |      |
| 8  | 2012 | 30 januari  | Europeiska unionen | Herman Van Rompuy | Bryssel        | Eurokrisen                               |      |
| 9  | 2012 | 2 mars      | Europeiska unionen | Herman Van Rompuy | Bryssel        | Undertecknande av SSS-fördraget          |      |
| 10 | 2012 | 29 juni     | Europeiska unionen | Herman Van Rompuy | Bryssel        | Eurokrisen                               |      |
| 11 | 2013 | 15 mars     | Europeiska unionen | Herman Van Rompuy | Bryssel        | Ekonomisk politik                        |      |
| 12 | 2014 | 24 oktober  | Europeiska unionen | Herman Van Rompuy | Bryssel        | Ekonomisk politik och sysselsättning     |      |
| 13 | 2015 | 22 juni     | Europeiska unionen | Donald Tusk       | Bryssel        | Eurokrisen                               |      |
| 14 | 2015 | 7 juli      | Europeiska unionen | Donald Tusk       | Bryssel        | Eurokrisen                               |      |
| 15 | 2015 | 12 juli     | Europeiska unionen | Donald Tusk       | Bryssel        | Eurokrisen                               |      |
| 16 | 2017 | 15 december | Europeiska unionen | Donald Tusk       | Bryssel        | Bankunionen                              |      |
| 17 | 2018 | 23 mars     | Europeiska unionen | Donald Tusk       | Bryssel        | Bankunionen                              |      |
| 18 | 2018 | 29 juni     | Europeiska unionen | Donald Tusk       | Bryssel        | Ekonomiska reformer                      |      |
| 19 | 2018 | 18 oktober  | Europeiska unionen | Donald Tusk       | Bryssel        | Fördjupning av det ekonomiska samarbetet |      |
| 20 | 2018 | 14 december | Europeiska unionen | Donald Tusk       | Bryssel        | Fördjupning av det ekonomiska samarbetet |      |
| 21 | 2019 | 21 juni     | Europeiska unionen | Donald Tusk       | Bryssel        | Ekonomiska situationen i unionen         |      |
| 22 | 2019 | 13 december | Europeiska unionen | Charles Michel    | Bryssel        | Ekonomiska situationen i unionen         |      |
| 23 | 2020 | 11 december | Europeiska unionen | Charles Michel    | Bryssel        | Ekonomiska situationen i unionen         |      |
| 24 | 2021 | 25 mars     | Europeiska unionen | Charles Michel    | Videokonferens | Eurons internationella ställning         |      |
| 25 | 2021 | 25 juni     | Europeiska unionen | Charles Michel    | Bryssel        | Utmaningar efter covid-19-pandemin       |      |
| 26 | 2021 | 16 december | Europeiska unionen | Charles Michel    | Bryssel        | Ekonomiska situationen i unionen         |      |
| 27 | 2022 | 24 juni     | Europeiska unionen | Charles Michel    | Bryssel        | Förstärkning av bankunionen              |      |
| 28 | 2023 | 24 mars     | Europeiska unionen | Charles Michel    | Bryssel        | Ekonomiska och finansiella situationen   |      |
| 29 | 2023 | 27 oktober  | Europeiska unionen | Charles Michel    | Bryssel        | Ekonomiska och finansiella situationen   |      |
| 30 | 2024 | 22 mars     | Europeiska unionen | Charles Michel    | Bryssel        | Kapitalmarknadsunionens framtid          |      |